# Marry me again
Marry me again is een televisieprogramma van de Evangelische Omroep (EO), dat in 2005 werd uitgezonden. De presentatie lag in handen van Bert van Leeuwen. In het programma beloven echtparen opnieuw trouw aan elkaar te zijn, nadat zij door een moeilijke periode gingen. Het programma heeft raakvlakken met een ander EO-programma, het programma In voor- en tegenspoed, waarin geprobeerd wordt om echtparen, die uit elkaar gegroeid zijn, weer tot elkaar te brengen.